# Rajdowe Mistrzostwa Świata 2000

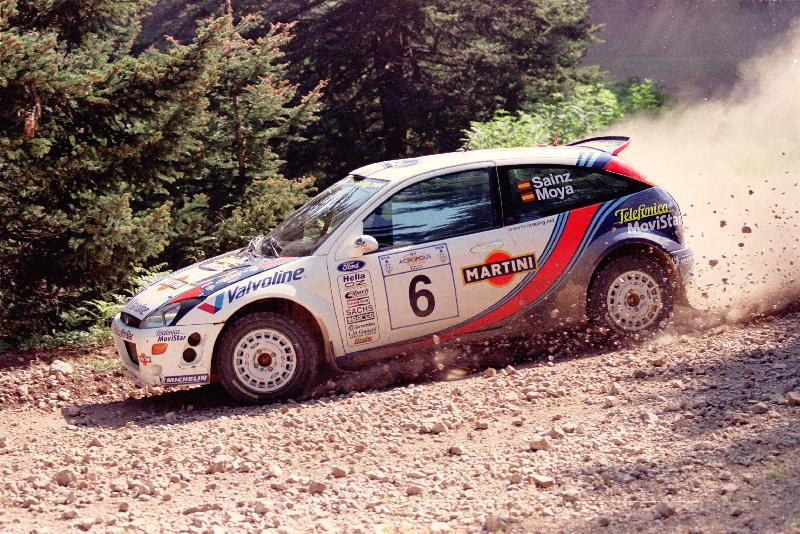
Carlos Sainz podczas rajdu Akropolu

Rajdowe Mistrzostwa Świata w roku 2000 były 28 sezonem Rajdowych Mistrzostwach Świata FIA. Sezon składał się z 14 rajdów. Mistrzem świata kierowców rajdowych w roku 2000 został fiński kierowca Marcus Grönholm startujący samochodem Mitsubishi Lancer Evo VI i Peugeotem 206 WRC, wyprzedzając Brytyjczyka Richarda Burnsa i Hiszpana Carlosa Sainza. Tytuł konstruktorów wygrał zespół Peugeota, który wyprzedził zespoły Forda i Subaru.

## Kalendarz
W sezonie 2000 kalendarz mistrzostw świata składał się z czternastu rajdów (tyle samo jak w sezonie ubiegłym), jedyną zmianą była zamiana Rajdu Chin (ze względu na problemy finansowe) na Rajd Cypru (po raz pierwszy w mistrzostwach WRC). 
| Runda | Data          | Rajd                   | Zwycięzca       |        |
| ----- | ------------- | ---------------------- | --------------- | ------ |
| 1     | 21.01 - 23.01 | Rajd Monte Carlo       | Tommi Mäkinen   | Wyniki |
| 2     | 11.02 - 13.02 | Rajd Szwecji           | Marcus Grönholm | Wyniki |
| 3     | 25.02 - 27.02 | Rajd Safari            | Richard Burns   | Wyniki |
| 4     | 16.03 - 19.03 | Rajd Portugalii        | Richard Burns   | Wyniki |
| 5     | 31.03 - 2.04  | Rajd Hiszpanii         | Colin McRae     | Wyniki |
| 6     | 11.05 - 14.05 | Rajd Argentyny         | Richard Burns   | Wyniki |
| 7     | 9.06 - 11.06  | Rajd Grecji            | Colin McRae     | Wyniki |
| 8     | 13.07 - 16.07 | Rajd Nowej Zelandii    | Marcus Grönholm | Wyniki |
| 9     | 18.08 - 20.08 | Rajd Finlandii         | Marcus Grönholm | Wyniki |
| 10    | 8.09 - 10.09  | Rajd Cypru             | Carlos Sainz    | Wyniki |
| 11    | 29.09 - 1.10  | Rajd Francji           | Gilles Panizzi  | Wyniki |
| 12    | 20.10 - 22.10 | Rajd Włoch             | Gilles Panizzi  | Wyniki |
| 13    | 9.11 - 12.11  | Rajd Australii         | Marcus Grönholm | Wyniki |
| 14    | 23.11 - 26.11 | Rajd Wielkiej Brytanii | Richard Burns   | Wyniki |

## Zgłoszone zespoły i kierowcy
| Zespół     | Samochód                 | Opony | Numer | Kierowca           | Rundy                 |
| ---------- | ------------------------ | ----- | ----- | ------------------ | --------------------- |
| Mitsubishi | Mitsubishi Lancer Evo VI | M     | 1     | Tommi Mäkinen      | 1-14                  |
| Mitsubishi | Mitsubishi Lancer Evo VI | M     | 2     | Freddy Loix        | 1-14                  |
| Subaru     | Subaru Impreza WRC       | P     | 3     | Richard Burns      | 1-14                  |
| Subaru     | Subaru Impreza WRC       | P     | 4     | Juha Kankkunen     | 1-10, 13-14           |
| Subaru     | Subaru Impreza WRC       | P     | 4     | Simon Jean-Joseph  | 11-12                 |
| Subaru     | Subaru Impreza WRC       | P     | 16    | Petter Solberg     | 11-14                 |
| Subaru     | Subaru Impreza WRC       | P     | 18    | Markko Märtin      | 13                    |
| Ford       | Ford Focus WRC           | M     | 5     | Colin McRae        | 1-14                  |
| Ford       | Ford Focus WRC           | M     | 6     | Carlos Sainz       | 1-14                  |
| Ford       | Ford Focus WRC           | M     | 16    | Petter Solberg     | 3-4, 6-9              |
| Ford       | Ford Focus WRC           | M     | 18    | Piero Liatti       | 11-12                 |
| Ford       | Ford Focus WRC           | M     | 18    | Tapio Laukkanen    | 13-14                 |
| SEAT       | SEAT Córdoba WRC         | P     | 7     | Didier Auriol      | 1-14                  |
| SEAT       | SEAT Córdoba WRC         | P     | 8     | Toni Gardemeister  | 1-14                  |
| SEAT       | SEAT Córdoba WRC         | P     | 17    | Harri Rovanperä    | 2, 14                 |
| Peugeot    | Peugeot 206 WRC          | M     | 9     | François Delecour  | 1-2, 4-8, 10-14       |
| Peugeot    | Peugeot 206 WRC          | M     | 9     | Gilles Panizzi     | 3                     |
| Peugeot    | Peugeot 206 WRC          | M     | 9     | Sebastian Lindholm | 9                     |
| Peugeot    | Peugeot 206 WRC          | M     | 10    | Gilles Panizzi     | 1, 5, 11-12           |
| Peugeot    | Peugeot 206 WRC          | M     | 10    | Marcus Grönholm    | 2-4, 6-10, 13-14      |
| Peugeot    | Peugeot 206 WRC          | M     | 16    | Marcus Grönholm    | 1, 5, 11-12           |
| Peugeot    | Peugeot 206 WRC          | M     | 18    | François Delecour  | 9                     |
| Peugeot    | Peugeot 206 WRC          | M     | 19    | Gilles Panizzi     | 13-14                 |
| Škoda      | Škoda Octavia WRC        | M     | 11    | Armin Schwarz      | 1, 3-5, 7, 10, 12, 14 |
| Škoda      | Škoda Octavia WRC        | M     | 12    | Luís Climent       | 1, 3-5, 7, 10, 12, 14 |
| Hyundai    | Hyundai Accent WRC       | M     | 14    | Kenneth Eriksson   | 2, 4-9, 11-14         |
| Hyundai    | Hyundai Accent WRC       | M     | 15    | Alister McRae      | 2, 4-9, 11-14         |
| Hyundai    | Hyundai Accent WRC       | M     | 23    | Michael Guest      | 9, 12-13              |

## Klasyfikacje

### Klasyfikacja generalna kierowców
Do klasyfikacji mistrza świata kierowców w sezonie 2000 zaliczane było sześć pierwszych miejsc zajętych w rajdzie i punktowane one były według zasady:
| Pozycja | 1º | 2º | 3º | 4º | 5º | 6º |
| ------- | -- | -- | -- | -- | -- | -- |
| Punkty  | 10 | 6  | 4  | 3  | 2  | 1  |

| Poz. | Kierowca                                           | MON | SWE | KEN | POR | ESP | ARG | GRC | NZL | FIN | CYP | FRA | ITA | AUS | GBR | Suma punktów |
| ---- | -------------------------------------------------- | --- | --- | --- | --- | --- | --- | --- | --- | --- | --- | --- | --- | --- | --- | ------------ |
| 1    | Marcus Grönholm                                    | NU  | 1   | NU  | 2   | 5   | 2   | NU  | 1   | 1   | NU  | 5   | 4   | 1   | 2   | 65           |
| 2    | Richard Burns                                      | NU  | 5   | 1   | 1   | 2   | 1   | NU  | NU  | NU  | 4   | 4   | NU  | 2   | 1   | 60           |
| 3    | Carlos Sainz                                       | 2   | NU  | 4   | 3   | 3   | NU  | 2   | 3   | 14  | 1   | 3   | 5   | NU  | 4   | 46           |
| 4    | Colin McRae                                        | NU  | 3   | NU  | NU  | 1   | NU  | 1   | 2   | 2   | 2   | NU  | 6   | NU  | NU  | 43           |
| 5    | Tommi Mäkinen                                      | 1   | 2   | NU  | NU  | 4   | 3   | NU  | NU  | 4   | 5   | NU  | 3   | DK  | 3   | 36           |
| 6    | François Delecour                                  | NU  | 7   |     | 5   | 7   | 13  | 9   | NU  | 6   | 3   | 2   | 2   | 3   | 6   | 24           |
| 7    | Gilles Panizzi                                     | NU  |     | NU  |     | 6   |     |     |     |     |     | 1   | 1   | NU  | 8   | 21           |
| 8    | Juha Kankkunen                                     | 3   | 6   | 2   | NU  | NU  | 4   | 3   | NU  | 8   | 7   |     |     | NU  | 5   | 20           |
| 9    | Harri Rovanperä                                    |     | 12  |     | 4   |     |     |     |     | 3   |     |     |     |     | 10  | 7            |
| 10   | Petter Solberg                                     |     |     | 5   | NU  |     | 6   | NU  | 4   | NU  |     | NU  | 9   | NU  | NU  | 6            |
| 11   | Kenneth Eriksson                                   |     | 13  |     | NU  | 23  | 8   | NU  | 5   | 15  |     | NU  | 45  | 4   | NU  | 5            |
| 12   | Didier Auriol                                      | NU  | 10  | 3   | 10  | 13  | NU  | NU  | NU  | 11  | NU  | 8   | 17  | 8   | 9   | 4            |
| 13   | Toshihiro Arai                                     |     |     | 6   |     | 16  |     | 4   | NU  |     | 9   |     |     | 13  | NU  | 4            |
| 14   | Toni Gardemeister                                  | 4   | NU  | NU  | 9   | NU  | NU  | NU  | NU  | NU  | NU  | 11  | NU  | 6   | 12  | 4            |
| 15   | Freddy Loix                                        | 6   | 8   | NU  | 6   | 8   | 5   | NU  | NU  | NU  | 8   | NU  | 8   | NU  | NU  | 4            |
| 16   | Thomas Rådström                                    |     | 4   |     | NU  |     |     |     |     |     |     |     |     |     |     | 3            |
| 17   | Armin Schwarz                                      | 7   |     | 7   | 8   | 11  |     | 5   |     |     | NU  |     | 12  |     | 13  | 2            |
| 18   | Bruno Thiry                                        | 5   |     |     |     |     |     |     |     |     |     |     |     |     |     | 2            |
| 18   | Sebastian Lindholm                                 |     |     |     |     |     |     |     |     | 5   |     |     |     |     |     | 2            |
| 18   | Tapio Laukkanen                                    |     |     |     |     |     |     |     |     | NU  |     |     |     | 5   | NU  | 2            |
| 21   | Markko Märtin                                      |     | 9   |     | 7   | 10  |     | NU  |     | 10  | 6   |     | NU  | NU  | 7   | 1            |
| 22   | Possum Bourne                                      |     |     |     |     |     |     |     | 6   |     |     |     |     | 7   |     | 1            |
| 23   | Abdullah Bakhashab                                 |     | 27  |     | NU  | 15  |     | 6   |     | 28  | NU  |     | 44  |     |     | 1            |
| 24   | Piero Liatti                                       |     |     |     |     |     |     |     |     |     |     | 6   | NU  |     |     | 1            |
|      | Oznaczenia: NU - nie ukończył DK - dyskwalifikacja |     |     |     |     |     |     |     |     |     |     |     |     |     |     |              |

### Klasyfikacja generalna producentów
Do klasyfikacji mistrzostw świata producentów w sezonie 2000 zaliczane było sześć pierwszych miejsc zajętych w rajdzie przez nominowanych zawodników i punktowane one były według zasady:
| Pozycja | 1º | 2º | 3º | 4º | 5º | 6º |
| ------- | -- | -- | -- | -- | -- | -- |
| Punkty  | 10 | 6  | 4  | 3  | 2  | 1  |

Punkty zdobywał tylko zespół, którego kierowcy byli do tego nominowani przed rajdem. Zespoły mogły mianować dwóch kierowców do zdobywania punktów. Załogi nominowane do zdobywania punktów dla producenta startowały z dwoma najniższymi numerami (a więc w Mitsubishi były to 1 i 2, w Subaru 3 i 4 itd). 
| Poz. | Producent  | MON | SWE | KEN | POR | ESP | ARG | GRC | NZL | FIN | CYP | FRA | ITA | AUS | GBR | Suma punktów |
| ---- | ---------- | --- | --- | --- | --- | --- | --- | --- | --- | --- | --- | --- | --- | --- | --- | ------------ |
| 1    | Peugeot    | 0   | 11  | 0   | 9   | 3   | 6   | 2   | 10  | 13  | 4   | 16  | 16  | 14  | 7   | 111          |
| 2    | Ford       | 6   | 4   | 3   | 4   | 14  | 0   | 16  | 10  | 6   | 16  | 4   | 5   | 0   | 3   | 91           |
| 3    | Subaru     | 4   | 5   | 16  | 10  | 6   | 13  | 4   | 0   | 2   | 4   | 5   | 1   | 6   | 12  | 88           |
| 4    | Mitsubishi | 12  | 6   | 0   | 2   | 3   | 6   | 0   | 0   | 4   | 2   | 0   | 4   | 0   | 4   | 43           |
| 5    | SEAT       | 3   | 0   | 4   | 0   | 0   | 0   | 0   | 0   | 0   | 0   | 1   | 0   | 3   | 0   | 11           |
| 6    | Hyundai    |     | 0   |     | 0   | 0   | 1   | 0   | 3   | 1   |     | 0   | 0   | 3   | 0   | 8            |
| 7    | Škoda      | 1   |     | 3   | 1   | 0   |     | 3   |     |     | 0   |     | 0   |     | 0   | 8            |

### Klasyfikacja kierowców samochodów produkcyjnych (PWRC)
| Poz. | Kierowca                      | MON                           | SWE                           | KEN                           | POR                           | ESP                                                | ARG                                                | GRC                                                | NZL                                                | FIN                                                | CYP                                                | FRA                                                | ITA                                                | AUS                                                | GBR                                                | Suma punktów                                       |
| ---- | ----------------------------- | ----------------------------- | ----------------------------- | ----------------------------- | ----------------------------- | -------------------------------------------------- | -------------------------------------------------- | -------------------------------------------------- | -------------------------------------------------- | -------------------------------------------------- | -------------------------------------------------- | -------------------------------------------------- | -------------------------------------------------- | -------------------------------------------------- | -------------------------------------------------- | -------------------------------------------------- |
| 1    | Manfred Stohl                 | 1                             | 4                             | 3                             | 2                             | 3                                                  | NU                                                 | 3                                                  | 1                                                  | 3                                                  | 4                                                  | 1                                                  | 4                                                  | 3                                                  | 1                                                  | 75                                                 |
| 2    | Gustavo Trelles               | 2                             |                               |                               | NU                            | 2                                                  | 1                                                  | 2                                                  | 2                                                  | NU                                                 | 1                                                  | 2                                                  | 3                                                  | 1                                                  | 11                                                 | 64                                                 |
| 3    | Gabriel Pozzo                 |                               |                               | NU                            | NU                            | 10                                                 | 2                                                  | 1                                                  |                                                    | NU                                                 | 2                                                  | 11                                                 | NU                                                 | 10                                                 |                                                    | 22                                                 |
| 4    | Jani Paasonen                 |                               | 1                             |                               |                               | 6                                                  |                                                    |                                                    |                                                    | 1                                                  |                                                    |                                                    |                                                    | NU                                                 |                                                    | 21                                                 |
| 5    | Claudio Menzi                 |                               |                               | 1                             | NU                            | 5                                                  | NU                                                 | NU                                                 |                                                    | NU                                                 | 3                                                  | 9                                                  | NU                                                 | 6                                                  |                                                    | 17                                                 |
| 6    | Ramón Ferreyros               |                               |                               |                               | 3                             | NU                                                 | 4                                                  | 4                                                  |                                                    |                                                    |                                                    | 5                                                  | 5                                                  |                                                    | 4                                                  | 17                                                 |
| 7    | Gianluigi Galli               | 3                             | 8                             |                               | NU                            |                                                    |                                                    |                                                    |                                                    | 9                                                  |                                                    | NU                                                 | 1                                                  |                                                    |                                                    | 14                                                 |
| 8    | Miguel Campos                 |                               |                               |                               | 1                             | 4                                                  |                                                    |                                                    |                                                    |                                                    |                                                    |                                                    |                                                    |                                                    |                                                    | 13                                                 |
| 9    | Juuso Pykälistö               |                               | 2                             |                               |                               |                                                    |                                                    |                                                    |                                                    | 2                                                  |                                                    |                                                    |                                                    |                                                    |                                                    | 12                                                 |
| 10   | Uwe Nittel                    | NU                            |                               |                               | NU                            | 1                                                  |                                                    | NU                                                 |                                                    |                                                    |                                                    |                                                    | NU                                                 |                                                    |                                                    | 10                                                 |
| 11   | Roberto Sanchez               |                               |                               | 2                             | NU                            | 9                                                  | 3                                                  |                                                    |                                                    |                                                    |                                                    |                                                    |                                                    |                                                    |                                                    | 10                                                 |
| 12   | Kenneth Bäcklund              |                               | 6                             |                               |                               |                                                    |                                                    |                                                    |                                                    | NU                                                 |                                                    |                                                    |                                                    |                                                    | 2                                                  | 7                                                  |
| 13   | Alessandro Fiorio             |                               |                               |                               |                               |                                                    |                                                    |                                                    |                                                    |                                                    |                                                    |                                                    | 2                                                  |                                                    |                                                    | 6                                                  |
| 13   | Toshihiro Arai                |                               |                               |                               |                               |                                                    |                                                    |                                                    |                                                    |                                                    |                                                    |                                                    |                                                    | 2                                                  |                                                    | 6                                                  |
| 15   | Reece Jones                   |                               |                               |                               |                               |                                                    |                                                    |                                                    | 3                                                  |                                                    |                                                    | NU                                                 |                                                    | NU                                                 | 8                                                  | 4                                                  |
| 16   | Stig-Olov Walfridsson         |                               | 3                             |                               |                               |                                                    |                                                    |                                                    |                                                    |                                                    |                                                    |                                                    |                                                    |                                                    |                                                    | 4                                                  |
| 16   | Jean-Marie Santoni            |                               |                               |                               |                               |                                                    |                                                    |                                                    |                                                    |                                                    |                                                    | 3                                                  |                                                    |                                                    |                                                    | 4                                                  |
| 16   | Olli Harkki                   |                               |                               |                               |                               |                                                    |                                                    |                                                    |                                                    |                                                    |                                                    |                                                    |                                                    |                                                    | 3                                                  | 4                                                  |
| 19   | Olivier Gillet                | 4                             |                               |                               |                               |                                                    |                                                    |                                                    |                                                    |                                                    |                                                    |                                                    |                                                    |                                                    |                                                    | 3                                                  |
| 19   | Saladin Mazlan                |                               |                               | 4                             |                               |                                                    |                                                    |                                                    |                                                    |                                                    |                                                    |                                                    |                                                    |                                                    |                                                    | 3                                                  |
| 19   | Pedro Dias da Silva           |                               |                               |                               | 4                             |                                                    |                                                    |                                                    |                                                    |                                                    |                                                    |                                                    |                                                    |                                                    |                                                    | 3                                                  |
| 19   | Chris West                    |                               |                               |                               |                               |                                                    |                                                    |                                                    | 4                                                  |                                                    |                                                    |                                                    |                                                    |                                                    |                                                    | 3                                                  |
| 19   | Juha Hellman                  |                               |                               |                               |                               |                                                    |                                                    |                                                    |                                                    | 4                                                  |                                                    |                                                    |                                                    |                                                    |                                                    | 3                                                  |
| 19   | Krisztián Hideg               |                               |                               |                               |                               |                                                    |                                                    |                                                    |                                                    |                                                    |                                                    | 4                                                  |                                                    |                                                    |                                                    | 3                                                  |
| 19   | Ed Ordynski                   |                               |                               |                               |                               |                                                    |                                                    |                                                    |                                                    |                                                    |                                                    |                                                    |                                                    | 4                                                  |                                                    | 3                                                  |
| 26   | Bob Colsoul                   | 12                            | 15                            |                               | NU                            | 12                                                 |                                                    | 5                                                  |                                                    |                                                    | 6                                                  | 13                                                 |                                                    | 13                                                 | 16                                                 | 3                                                  |
| 27   | Gabriel Mendez                |                               |                               |                               | NU                            | 7                                                  | NU                                                 | NU                                                 | 5                                                  |                                                    |                                                    | 8                                                  |                                                    |                                                    |                                                    | 2                                                  |
| 28   | Hannu Hotanen                 |                               | 12                            |                               |                               |                                                    |                                                    |                                                    |                                                    | 5                                                  |                                                    |                                                    |                                                    |                                                    |                                                    | 2                                                  |
| 29   | Andrea Maselli                | 5                             |                               |                               |                               |                                                    |                                                    |                                                    |                                                    |                                                    |                                                    |                                                    |                                                    |                                                    |                                                    | 2                                                  |
| 29   | Mattias Ekström               |                               | 5                             |                               |                               |                                                    |                                                    |                                                    |                                                    |                                                    |                                                    |                                                    |                                                    |                                                    |                                                    | 2                                                  |
| 29   | Phineas Kimathi               |                               |                               | 5                             |                               |                                                    |                                                    |                                                    |                                                    |                                                    |                                                    |                                                    |                                                    |                                                    |                                                    | 2                                                  |
| 29   | Américo Antunes               |                               |                               |                               | 5                             |                                                    |                                                    |                                                    |                                                    |                                                    |                                                    |                                                    |                                                    |                                                    |                                                    | 2                                                  |
| 29   | Oscar Chiaramello             |                               |                               |                               |                               |                                                    | 5                                                  |                                                    |                                                    |                                                    |                                                    |                                                    |                                                    |                                                    |                                                    | 2                                                  |
| 29   | Andreas Peratikos             |                               |                               |                               |                               |                                                    |                                                    |                                                    |                                                    |                                                    | 5                                                  |                                                    |                                                    |                                                    |                                                    | 2                                                  |
| 29   | Giovanni Manfrinato           |                               |                               |                               | NU                            |                                                    |                                                    |                                                    |                                                    |                                                    |                                                    |                                                    |                                                    | 5                                                  |                                                    | 2                                                  |
| 29   | Gavin Cox                     |                               |                               |                               |                               |                                                    |                                                    |                                                    |                                                    |                                                    |                                                    |                                                    |                                                    |                                                    | 5                                                  | 2                                                  |
| 37   | Pernilla Walfridsson          |                               | 7                             |                               |                               | NU                                                 |                                                    |                                                    |                                                    | 6                                                  |                                                    |                                                    |                                                    |                                                    | 14                                                 | 1                                                  |
| 38   | Pavlos Moschoutis             |                               |                               |                               |                               |                                                    |                                                    | 6                                                  |                                                    | 9                                                  |                                                    |                                                    |                                                    |                                                    |                                                    | 1                                                  |
| 39   | Boris Popovič                 | 6                             |                               |                               |                               |                                                    |                                                    |                                                    |                                                    |                                                    |                                                    |                                                    |                                                    |                                                    |                                                    | 1                                                  |
| 39   | Shaheed Wissanji              |                               |                               | 6                             |                               |                                                    |                                                    |                                                    |                                                    |                                                    |                                                    |                                                    |                                                    |                                                    |                                                    | 1                                                  |
| 39   | Vítor Pascoal                 |                               |                               |                               | 6                             |                                                    |                                                    |                                                    |                                                    |                                                    |                                                    |                                                    |                                                    |                                                    |                                                    | 1                                                  |
| 39   | Sebastián Beltrán             |                               |                               |                               |                               |                                                    | 6                                                  |                                                    |                                                    |                                                    |                                                    |                                                    |                                                    |                                                    |                                                    | 1                                                  |
| 39   | Ross Meekings                 |                               |                               |                               |                               |                                                    |                                                    |                                                    | 6                                                  |                                                    |                                                    |                                                    |                                                    |                                                    |                                                    | 1                                                  |
| 39   | Philippe Rognoni              | NU                            |                               |                               |                               |                                                    |                                                    |                                                    |                                                    |                                                    |                                                    | 6                                                  |                                                    |                                                    |                                                    | 1                                                  |
| 39   | Emanuele Dati                 |                               |                               |                               |                               |                                                    |                                                    |                                                    |                                                    |                                                    |                                                    |                                                    | 6                                                  |                                                    |                                                    | 1                                                  |
| 39   | Jeremy Easson                 |                               |                               |                               |                               |                                                    |                                                    |                                                    |                                                    |                                                    |                                                    |                                                    |                                                    |                                                    | 6                                                  | 1                                                  |
|      | Klucz punktacji: 10-6-4-3-2-1 | Klucz punktacji: 10-6-4-3-2-1 | Klucz punktacji: 10-6-4-3-2-1 | Klucz punktacji: 10-6-4-3-2-1 | Klucz punktacji: 10-6-4-3-2-1 | Oznaczenia: NU - nie ukończył DK - dyskwalifikacja | Oznaczenia: NU - nie ukończył DK - dyskwalifikacja | Oznaczenia: NU - nie ukończył DK - dyskwalifikacja | Oznaczenia: NU - nie ukończył DK - dyskwalifikacja | Oznaczenia: NU - nie ukończył DK - dyskwalifikacja | Oznaczenia: NU - nie ukończył DK - dyskwalifikacja | Oznaczenia: NU - nie ukończył DK - dyskwalifikacja | Oznaczenia: NU - nie ukończył DK - dyskwalifikacja | Oznaczenia: NU - nie ukończył DK - dyskwalifikacja | Oznaczenia: NU - nie ukończył DK - dyskwalifikacja | Oznaczenia: NU - nie ukończył DK - dyskwalifikacja |

### Klasyfikacja FIA Teams' Cup
| Poz. | Zespół                        | Kierowca                      | MON                           | SWE                           | KEN                           | POR                                                 | ESP                                                 | ARG                                                 | GRC                                                 | NZL                                                 | FIN                                                 | CYP                                                 | FRA                                                 | ITA                                                 | AUS                                                 | GBR                                                 | Suma punktów                                        |
| ---- | ----------------------------- | ----------------------------- | ----------------------------- | ----------------------------- | ----------------------------- | --------------------------------------------------- | --------------------------------------------------- | --------------------------------------------------- | --------------------------------------------------- | --------------------------------------------------- | --------------------------------------------------- | --------------------------------------------------- | --------------------------------------------------- | --------------------------------------------------- | --------------------------------------------------- | --------------------------------------------------- | --------------------------------------------------- |
| 1    | Spike Subaru Team             | Toshihiro Arai                |                               |                               | 1                             |                                                     | 2                                                   |                                                     | 1                                                   | NU                                                  |                                                     | 1                                                   |                                                     |                                                     | 2                                                   | NU                                                  | 42                                                  |
| 2    | Toyota Team Saudi Arabia      | Abdullah Bakhashab            |                               | 2                             |                               | NU                                                  | 1                                                   |                                                     | 2                                                   |                                                     | 1                                                   | NU                                                  |                                                     | 2                                                   |                                                     |                                                     | 38                                                  |
| 3    | Team Atakan                   | Serkan Yazıcı                 |                               |                               |                               | NU                                                  | NU                                                  | 1                                                   | 4                                                   |                                                     |                                                     |                                                     | NU                                                  | 1                                                   | 1                                                   |                                                     | 33                                                  |
| 4    | F. Dor Rally Team             | Frédéric Dor                  |                               |                               | NU                            | 1                                                   |                                                     | 2                                                   | 3                                                   |                                                     | 2                                                   | NU                                                  |                                                     |                                                     |                                                     | 2                                                   | 32                                                  |
| 5    | Arab World Rally Team         | Hamed Al-Wahaibi              |                               |                               |                               |                                                     |                                                     |                                                     | NU                                                  | 1                                                   | NU                                                  |                                                     | 1                                                   | NU                                                  |                                                     | 1                                                   | 30                                                  |
| NK   | Turning Point Rally Team      | Krzysztof Hołowczyc           |                               | 1                             |                               | NU                                                  |                                                     | NU                                                  | NU                                                  |                                                     |                                                     | NU                                                  |                                                     |                                                     |                                                     |                                                     | (10)                                                |
|      | Klucz punktacji: 10-6-4-3-2-1 | Klucz punktacji: 10-6-4-3-2-1 | Klucz punktacji: 10-6-4-3-2-1 | Klucz punktacji: 10-6-4-3-2-1 | Klucz punktacji: 10-6-4-3-2-1 | Oznaczenia: NU - nie ukończył NK - nieklasyfikowany | Oznaczenia: NU - nie ukończył NK - nieklasyfikowany | Oznaczenia: NU - nie ukończył NK - nieklasyfikowany | Oznaczenia: NU - nie ukończył NK - nieklasyfikowany | Oznaczenia: NU - nie ukończył NK - nieklasyfikowany | Oznaczenia: NU - nie ukończył NK - nieklasyfikowany | Oznaczenia: NU - nie ukończył NK - nieklasyfikowany | Oznaczenia: NU - nie ukończył NK - nieklasyfikowany | Oznaczenia: NU - nie ukończył NK - nieklasyfikowany | Oznaczenia: NU - nie ukończył NK - nieklasyfikowany | Oznaczenia: NU - nie ukończył NK - nieklasyfikowany | Oznaczenia: NU - nie ukończył NK - nieklasyfikowany |